# Dolor crónico
El dolor crónico es el dolor que se prolonga más allá del tiempo de curación normal y carece del sentido normal de advertencia nociceptiva. Habitualmente esto significa períodos continuos de dolor que superan los tres a seis meses de duración. Suele no responder a los tratamientos y acompañarse de trastornos psicológicos.
Esta conceptualización de dolor crónico surge a raíz de la diferenciación entre dolor agudo y dolor crónico, la cual es una de las clasificaciones más comunes. La Sociedad Española del Dolor (SED) propuso en 2020 las siguientes definiciones: el dolor agudo es aquel dolor que está presente hasta el momento en el que se cura la región, sin que el dolor perdure en el tiempo. Si por el contrario el dolor supera los tres meses (dependiendo de la lesión y la región), este dolor pasaría a ser considerado dolor crónico, que por sí mismo constituiría una enfermedad. 

## Clasificación
No existe una única forma de clasificar el dolor crónico, debate que se ha tenido (y se tiene) desde hace tiempo. De los primeros en clasificar el dolor fueron autores como Bonica en 1953 en su manual "The Management of Pain". Este autor hizo una diferenciación inicial entre dolor normal y dolor anormal en términos de duración y fisiología, de tal manera que el dolor normal se convertía en anormal o patológico cuando este dejaba de tener funcionalidad y capacidad de adaptación. Esta dualidad en el dolor también es compartida por otros autores como Sternbach y Pilowski en los años 80, quienes diferencian entre dolor agudo y dolor crónico, siendo este último el que persiste una vez se ha curado la herida. Finalmente, en los años 90 se planteó el dolor crónico como enfermedad. Esta conceptualización fue aceptada por la mayoría de la comunidad científica, aunque todavía hay sectores que no comparten este planteamiento. 
En la actualidad, la clasificación del dolor sigue siendo compleja. Como se acaba de comentar, existen diversos métodos de clasificación propuestos por distintas entidades y organizaciones. De las clasificaciones más prácticas e informativas destacan la propuesta por la (SED) y la propuesta por la Clasificación Internacional de Enfermedades (CIE-11). 
La clasificación del dolor crónico puede realizarse por ubicación anatómica, origen (oncológico y no oncológico), por sistema (neuropático, no neuropático), por causa (traumático, no traumático). De acuerdo con todas estas posibilidades, expertos clasifican el dolor crónico en siete tipos:
- Dolor crónico primario
- Dolor crónico de origen oncológico
- Dolor crónico post quirúrgico o postraumático
- Dolor crónico neuropático
- Cefalea y dolor orofacial crónico
- Dolor crónico visceral
- Dolor crónico músculo esquelético

### Dolor crónico primario
El dolor crónico primario es aquel que afecta una o más regiones anatómicas en forma persistente o recurrente durante más de tres meses, asociado a un trastorno emocional relevante o que produce algún grado reconocible de incapacidad, y que no se puede incluir en otras clasificaciones de dolor.
a) Reumatoideo.
b) Vascular. Relacionado con una alteración del flujo sanguíneo por patología obstructiva o vaso espástica.
c) Trastorno por dolor, una enfermedad psiquiátrica.

### Dolor crónico de origen oncológico
Es frecuente en tumores y metástasis óseas. Puede ser debido al proceso maligno, la terapia antineoplásica o a otras causas:
a) Dolor causado por el tumor. Se debe a infiltración o compresión sobre determinadas estructuras (huesos, plexos, raíces, nervios periféricos, vísceras).
b) Dolor causado como resultado de la terapia (postcirugía, postquimioterapia, postradioterapia). 

### Dolor crónico post quirúrgico o postraumático
- Traumatológico. Su origen es mecánico.

### Dolor crónico neuropático
El dolor neuropático crónico puede ser espontáneo o secundario a una lesión aguda; sus características más importantes son la respuesta exagerada ante un estímulo doloroso (hiperalgesia) o una respuesta dolorosa anormal ante estímulos no dolorosos (alodinia). Se extiende por el territorio de uno o más nervios y su diagnóstico se logra con exámenes de imágenes, biopsia, o pruebas neurofisiológicas.

### Cefalea y dolor orofacial crónico
La cefalea y el dolor orofacial crónicos se definen como dolor de cabeza u orofacial en más del 50 % de los días durante a lo menos 3 meses continuos. El origen más frecuente son los trastornos de la articulación temporomandibular.

## Dolor crónico y COVID-19
La COVID-19 ha trastocado la vida de muchas personas, provocando importantes impactos físicos, psicológicos y socioeconómicos en la población general. Las prácticas de distanciamiento social que definen la respuesta a la pandemia alteran los patrones familiares de interacción social, creando las condiciones para lo que algunos psicólogos describen como un período de duelo colectivo. Las personas con dolor crónico tienden a encarnar un estatus ambiguo, expresando a veces que su tipo de sufrimiento las coloca entre y fuera de la medicina convencional. Con una gran proporción de la población mundial soportando períodos prolongados de aislamiento social y angustia, un estudio encontró que las personas con dolor crónico por COVID-19 experimentaron más empatía hacia su sufrimiento durante la pandemia.

## Epidemiología
El dolor crónico de origen no oncológico es la causa más frecuente de incapacidad en el mundo. La prevalencia, de acuerdo con distintos estudios, varía entre un 8 a un 45 % de la población general, y entre un 10 a un 15 % en la consulta de atención primaria. La prevalencia se incrementa con la edad. Un 88 % de los pacientes con dolor crónico padece una enfermedad crónica. Entre un 20 a un 50 % de ellos padece concomitantemente una depresión.